# Nowcasting

Radarová animace srážek nad USA

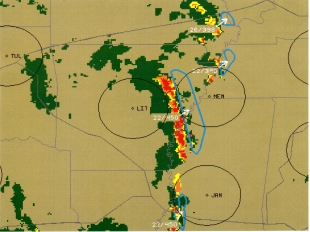
Ukázka nowcastingu – modrý rámeček ukazuje oblast, kam se posune bouřkový oblak (oranžový/červený) za další hodinu

Nowcasting (krátkodobá či okamžitá předpověď počasí) je takový druh předpovědi počasí, který se zaměřuje pouze na nejbližší časový úsek (maximálně hodiny) a vychází z aktuálních meteorologických dat. Umožňuje vyhodnotit na několik hodin dopředu velmi přesně detailní chování, které není možné postihnout klasickou numerickou výpočetní analýzou. Toho se využívá při předpovědi takových fenoménů, jako jsou bouřky (zejména konvektivní a supercelární), přívalové srážky a další extrémní výkyvy počasí, které jsou za pomoci numerické analýzy velmi obtížně lokalizovatelné. Jedná o předpověď ve středním měřítku (jednotky–stovky kilometrů), tedy s poměrně velkou přesností. Navzdory dostupné technice je krátkodobá detailní předpověď stále velmi obtížná.
Mezi nejčastější zdroje dat pro nowcasting patří kontinuální sledování a vyhodnocování snímků (odrazů) z meteorologických radarů, družic či z detektorů blesků. Tato data lze vyhodnocovat různými metodami – od jejich prosté extrapolace přes sledování jader konvektivních bouří až po matematické modely či modely využívající strojové učení. V moderní meteorologii se pro nowcasting nejčastěji používají algoritmy strojového učení, jako jsou neuronové sítě (NN). Díky schopnosti těchto algoritmů extrahovat komplexní vzory a závislosti v časoprostorových datech tyto metody umožňují přesnější odhad intenzity a pohybu atmosférických jevů a prvků. V Česku jsou používány např. systémy INCA_CZ, COTREC_CZ či MERGE.
Nowcasting může poskytnout cenná data pro vydání včasných varování a ochránit tak lidské životy či majetek.